# Giovanni da Santo Stefano da Ponte
Giovanni da Santo Stefano da Ponte (Florència, 1376-1437) va ser un pintor italià, actiu en la seua natal Florència.
Va treballar per algunes de les famílies més importants de la ciutat com els Strozzi, els Tornabuoni o els Rucellai. Es va formar al gòtic tardà i va ser receptiu als canvis esdevinguts a l'art florentí de principis del segle xv. El 1408 va entrar a formar part del Gremi de Sant Lluc, confraria de pintors florentins, i un any després va passar a pertànyer a l'Arte dei Medici i Speziali, un gremi específic dels artistes. El 1420 va crear el seu propi taller, on va treballar amb Smeraldo di Giovanni, realitzant encàrrecs que anaven des de taules fins a pintures al fresc, o la decoració de petits objectes. A les seves obres més primerenques s'aprecia la influència de Spinello Aretino i Lorenzo Monaco, incorporant posteriorment els primers trets renaixentistes, recollint l'art de Masaccio.
Entre les seves obres destaquen la pala d'altar del Museu de Chantilly (1410), les pintures d'una capella a l'església florentina de Santa Trinita i el tríptic de l'església de Rossano a Pontassieve (1430) i un dels altars del Vaticà (1434). El 1435, gairebé al final de la seva vida, va realitzar Les set arts liberals, avui al Museu del Prado, que juntament amb el panell de Les set virtuts formaven part de la decoració d'un bagul.

## Obres
- Frescos del Martiri de Sant Bartomeu, església de Santa Trinita de Florència.
- Coronació de la Verge, tríptic, Museu Condé de Chantilly.
- Dante i Petrarca. Fogg Art Museum. Universitat Harvard, Cambridge, Massachusetts
- Dues parelles d'amants. Museu Nacional, Cracòvia.
- Les set arts liberals. Museo del Prado, Madrid.